# The Force Behind the Power
The Force Behind the Power è un album in studio della cantante statunitense Diana Ross, pubblicato nel 1991 dalla Motown.

## Tracce
Edizione internazionale
1. Change of Heart - 4:03
2. When You Tell Me That You Love Me - 4:13
3. Battlefield - 3:35
4. Blame It on the Sun - 3:55
5. You're Gonna Love It - 5:11
6. Heavy Weather - 4:59
7. The Force Behind the Power - 4:42
8. Heart (Don't Change My Mind) - 4:19
9. Waiting in the Wings - 4:52
10. You and I - 4:09
11. One Shining Moment - 4:48
12. If We Hold on Together - 4:13
13. No Matter What You Do (duetto con Al B. Sure!) - 5:09